# Résolution 1252 du Conseil de sécurité des Nations unies
Membres permanents
- Chine
- États-Unis
- France
- Royaume-Uni
- Russie

Membres non permanents
- Argentine
- Bahrain
- Brésil
- Canada
- Gabon
- Gambie
- Malaisie
- Namibie
- Pays-Bas
- Slovénie

Résolution no 1251 Résolution no 1253
La résolution 1252 du Conseil de sécurité des Nations unies, adoptée à l'unanimité le 15 juillet 1999, après avoir rappelé les résolutions précédentes sur la Croatie, notamment les résolutions 779 (1992), 981 (1995), 1147 (1998), 1183 (1998) et 1222 (1999), a autorisé la Mission d'observation des Nations unies à Prevlaka (MONUP) à poursuivre la surveillance de la démilitarisation de la péninsule de Prevlaka en Croatie jusqu'au 15 janvier 2000. 
Le Conseil de sécurité s'est félicité de la récente levée des restrictions à la liberté de mouvement de la MONUP et de l'amélioration de la coopération de la part de la Croatie, mais a dans le même temps noté des violations de longue date du régime de démilitarisation et la présence de forces yougoslaves et parfois croates. Il a reconnu également que la réouverture des points de passage entre la Croatie et le Monténégro était une mesure de confiance importante qui a entraîné une circulation civile dans les deux sens.
La Croatie et la république fédérale de Yougoslavie (Serbie et Monténégro) ont été invitées à mettre pleinement en œuvre un accord sur la normalisation de leurs relations, à cesser les violations du régime de démilitarisation, à réduire les tensions et à garantir la liberté de mouvement des observateurs des Nations unies. Le secrétaire général Kofi Annan a été invité à faire rapport au Conseil avant le 15 octobre 1999 sur les recommandations de mesures de confiance entre les deux parties. Enfin, la Force de stabilisation (SFOR, acronyme anglais pour Stabilisation Force), autorisée par la résolution 1088 (1996) et prolongée par la résolution 1247 (1999), était tenue de coopérer avec la MONUP.

## Voir également
- Dislocation de la Yougoslavie
- Guerre de Croatie
- Guerres de Yougoslavie